# Edmond Rostand
Edmond Rostand (ur. 1 kwietnia 1868 w Marsylii, zm. 2 grudnia 1918 w Paryżu) – francuski pisarz, poeta i dramaturg.

## Życiorys
Popularny dramaturg francuskiego neoromantyzmu, autor wodewilów, komedii i melodramatów. Od 30 maja 1901 r. był członkiem Akademii Francuskiej (fotel 31).
Najbardziej znany jest za sprawą komedii Cyrano de Bergerac. Jego inne dzieła to m.in. Les Romanesques, La Princesse Lointaine, La Samaritaine oraz L’Aiglon
Rostand pochodził z bogatej i wykształconej rodziny z Prowansji. Studiował literaturę, historię i filozofię na Collège Stanislas w Paryżu. Ożenił się z poetką Rosemonde Gérard. Zmarł w 1918 jako ofiara wielkiej epidemii grypy hiszpanki.